# Phillips Petroleum
Phillips Petroleum Company – amerykańskie przedsiębiorstwo naftowo-gazowe utworzone w 1917 roku przez braci Lee Eldasa Phillipsa i Franka Phillipsa.
W roku 2002 dokonano fuzji przedsiębiorstwa z koncernem Conoco Inc. tworząc ConocoPhillips. Pierwotną siedzibą Phillips Petroleum była miejscowość Bartlesville w stanie Oklahoma.